# Dasypogon regenstreifi
Dasypogon regenstreifi är en tvåvingeart som beskrevs av Weinberg 1986. Dasypogon regenstreifi ingår i släktet Dasypogon och familjen rovflugor.
Artens utbredningsområde är Mongoliet. Inga underarter finns listade i Catalogue of Life.